# 투르쿠성

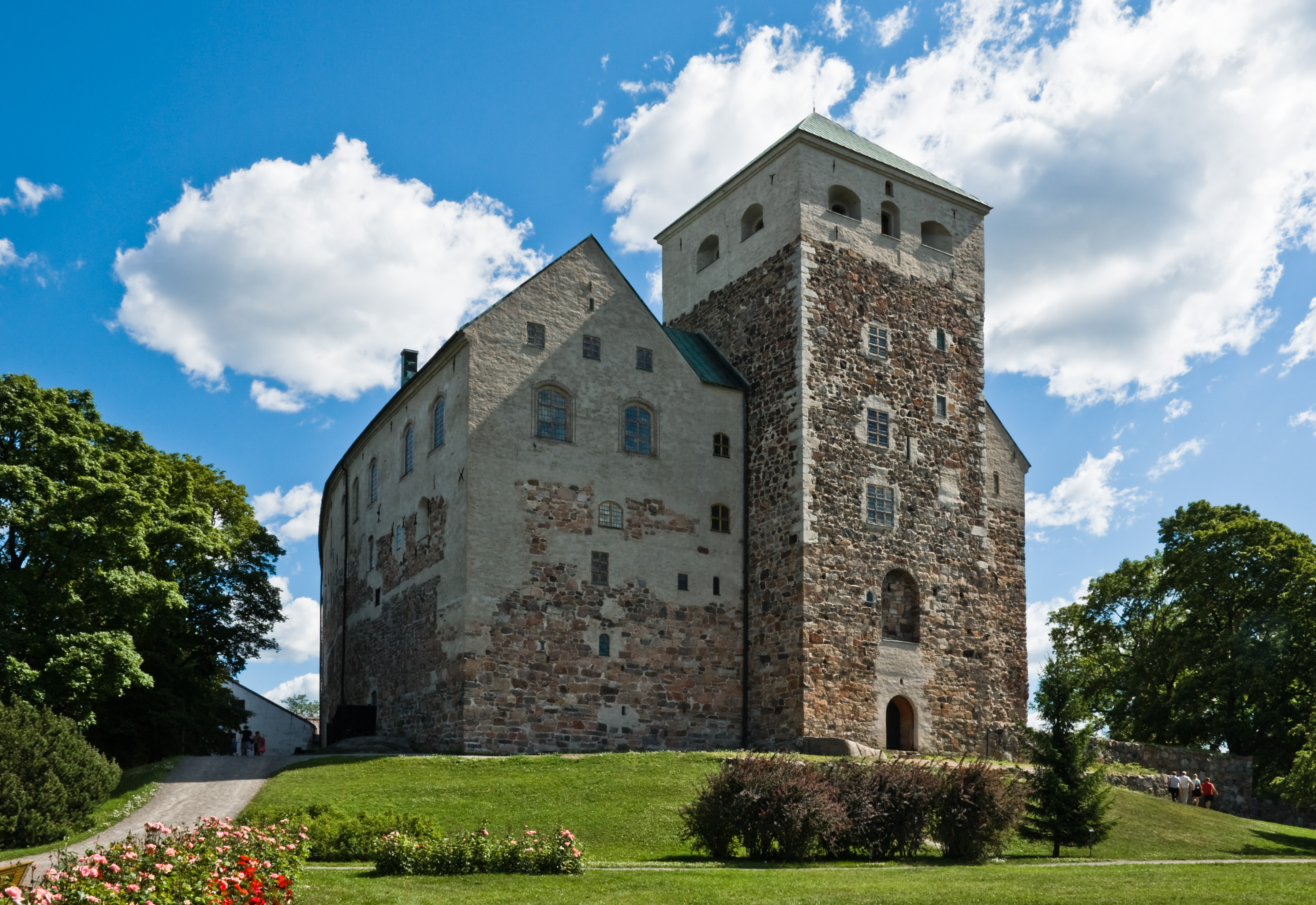
투르쿠성

투르쿠성(Turun linna, Åbo slott)은 핀란드 내에 현존하는 가장 오래된 건물로서 스칸디나비아반도 내에서도 가장 오래된 건물 중의 하나로 손꼽힌다. 기본적인 모습은 중세 형태를 그대로 간직하고 있으며 이에 르네상스 양식을 가미하고 있다.

## 역사
중세 시대에 성은 아우라강을 둘러싸고 있었으며 이 때문에 성이 물 가운데 서있는 듯한 인상을 주기도 한다. 본성은 1400년대에 들어서야 완공되었다. 외벽의 경우 15세기에 착공을 시작해 16세기에야 완성되었다. 본성만큼 외벽이 견고하지는 않지만 여러 포탑을 갖추고 있다. 르네상스식 건축 양식이 모든 방에 접목되어있으며 이 양식이 성을 이루고 있다고 하여도 무방하다.
수세기 동안 성곽 건축은 거대한 회색 돌로 지어졌는데 견고한 성벽은 노르딕 역사상 가장 견고한 건축을 자랑하기도 한다. 수많은 전투가 이 부근에서 일어났으며 이 중 비보르크 성과의 전투가 가장 큰 전투로 꼽힌다.
성의 절정기는 16세기 중반으로 공작 존(Duke John of Finland)과 카트리나 자겔로니카(Katarina Jagellonica) 대였으며 왕과 왕비의 침소가 새로 지어졌고 외관이 정비되었다.
모든 핀란드 정계와 경제의 중심부를 상징하는 건물이며 과거 수세기 동안 형무소로 쓰이던 것이 핀란드 국민에게는 여전히 널리 알려져 있어 그들은 형무소라는 말을 성이라는 단어와 섞어 쓰기도 한다.
1941년 소련 공군의 공격으로 피해를 입기도 하였다. 전쟁이 끝나고 수십 년에 걸쳐 복구가 단행되었다. 복원 작업은 1987년에야 완성되었으며 1993년 12월 투르쿠 시로 관할권이 이양되었다.
해마다 200,000명 이상이 박물관을 방문하고 있으며 투르쿠 시의 자치 세금에 큰 보템이 되고 있음도 분명한 사실이다.

## 기타
- 투르쿠성은 핀란드의 브랜드와도 같다. 핀란드 전체를 대표하는 건축물이다.
- 여러 중세 재현 행사가 매년 열린다.
- 19세기 중반 성은 형무소로 사용되었다. 에릭 13세와 자코 일카 등이 이곳의 수감자였다.
- 성내의 예배당은 모든 핀란드 인이 예식장으로 소망하는 곳이기도 하다.
- 유럽연합 위원회가 투르쿠성과 에스토니아를 2011년 유럽 문화 수도로 공표하였다.[1]